# リーガン・ハリソン
リーガン・ハリソン（Regan Harrison, 1977年11月25日 - ）は、オーストラリア・ブリスベン（クイーンズランド州）生まれの競泳選手で、平泳ぎを得意とする。家系はウェールズ系。